# Сражение при Печорах

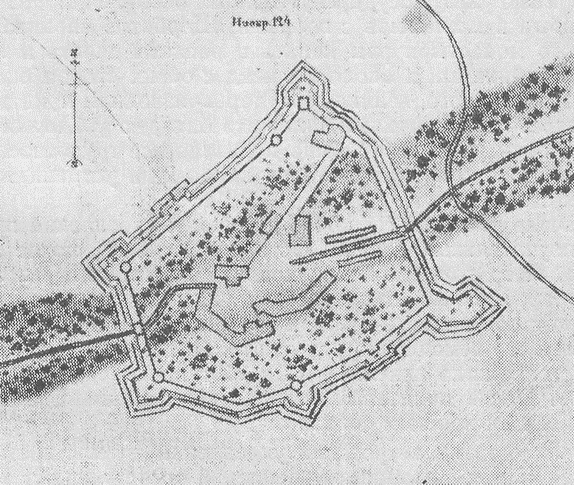
План крепости Печоры в 1701 году

Сражение при Печорах (швед. Slaget vid Petsjory) — произошло 12 (23) февраля 1701 год рядом с Печорами на второй год Северной войны. Шведская армия численностью около 2100 солдат и 2000 крестьянского ополчения под командой генерал-майора Якоба Спенса разбила русские войска численностью около 6000 человек.

## Предыстория
После победы под Нарвой шведский генерал О. Веллинг подал Карлу XII проект дальнейшей кампании в России, согласно которому армия в Финляндии и Карелии должна была наступать на Ладогу и Новгород, а Лифляндская армия выступить к Пскову. Однако Карл XII не располагал значительными силами для одновременной борьбы с Саксонией и Россией. Стратегия короля заключалась в нанесении последовательных ударов по вооруженным силам союзников. В кампанию 1701 г. Карл XII готовился прежде всего расправиться с Августом II, который угрожал основному центру шведских владений в Лифляндии – Риге. Русских же король считал слабыми и неопасными соперниками. Победа над саксонцами устраняла угрозу Риге и позволяла королю обеспечить надежный тыл для продолжения активной борьбы с Россией. Против русских войск были выставлены (в Восточной Лифляндии, Ингерманландии и Карелии) второстепенные группировки общей численностью до 15 тыс. чел. Им не ставились крупные стратегические задачи. Серьезные операции на данном направлении предполагалось проводить лишь после разгрома и выхода из войны Августа II.
В начале кампании 1701 года Карл XII выделил отряды под командованием Магнуса Стенбока и Якоба Спенса, чтобы разрушить опорные базы русской армии в Изборске и Печорах.
Русский царь Пётр I собрал свои войска у Пскова и Гдова недалеко от границы со шведской Ливонией. Для действий в Восточной Прибалтике предназначались корпуса под командованием Шереметева и Апраксина.

## Сражение у Печор
М. Стенбок ограничился разорением русских земель в ближайшей округе Гдова. Я. Спенс прибыл к Печорам в конце февраля и постарался дать бой русской армии в чистом поле.
12 (23) февраля 1701 год две армии встретились возле Печор. Русские начали атаку на шведское крестьянское ополчение, вызвав беспорядок в рядах. Однако Спенс бросил в контратаку конную гвардию, которая после жестокого боя заставила противника искать спасения в городе. 
Улицы в городе были слишком узкими для кавалерии, и Спенс отвёл её назад, чтобы дать возможность пехоте завершить разгром противника. Русские солдаты укрылись в домах, стреляя оттуда в шведов, которые, в свою очередь, подожгли город. Но большинству русских удалось добраться до монастыря, где они нашли укрытие от шведов.
Шведские войска попытались овладеть монастырскими стенами штурмом, но безуспешно, так как стены оказались неприступными без поддержки артиллерии. Спенс прекратил атаку, в то время как отряды казаков атаковали ополчение.
Удовлетворенный сожжением соседних деревень, он возвратился на шведскую территорию. В сражении шведы потеряли 30 убитых и 60 раненных.
Русские потеряли в сражении 500 человек убитыми, не считая тех, кто заживо сгорел в городе.

## Последствия
Петр I предполагал, что это были первые шаги перед масштабным наступлением шведов, и отдал приказ ни при каких обстоятельствах не отступать далее рубежа Псков — Гдов, который он укрепил, построив в Изборске и Печорах крепости. Однако Карл XII направил свою армию на юг против саксонского курфюрста Августа II, которого он считал на том момент самым опасным противником. Вскоре шведская и саксонская армии встретились в битве на Двине, где шведскому королю удалось форсировать реку и нанести поражение саксонцам, открыв путь в Курляндию.
Воспользовавшись уходом главной шведской армии в Польшу, осенью 1701 года русская армия Б. П. Шереметева вторглась в Лифляндию и нанесла ряд поражений шведам.